# II. Hantilisz hettita király
Hantilisz (Ḫantiliš) Hatti királya volt, ezt egy szerződés bizonyítja, amelyet Kizzuvatna uralkodójával, Paddatisszuval kötött. Emellett egy szövegemlék szerint Alluvamnasz özvegye, Telepinusz leánya, Harapszilisz volt a felesége. Ezen felül mind az uralkodólistában elfoglalt helye (az uralkodás sorrendje), mind uralkodásának időtartama ismeretlen. A kizzuvatnai szerződéstől eltekintve uralkodásáról egyéb konkrét adat nincs.
A feltevések szerint Muvatallisz a fia lehetett, sőt Muvatallisz gyilkosának címe és rangja (arany harciszekerek parancsnoka) alapján Kantuccilisz is lehetett az ő fia.

## Külső hivatkozások
- Hittites.info

| Előző uralkodó: Taharvalijasz | hettita király i. e. 15-14. század | Következő uralkodó: II. Cidantasz |